# 宽距兰属
宽距兰属（学名：Yoania）是兰科下的一个属，为腐生兰。该属共有3种，分布于东亚。